# Sieperting
Sieperting ist ein Dorf in der Gemeinde Eslohe (Sauerland) im Hochsauerlandkreis. 
Der Ort liegt in etwa 315 m Höhe am Rand der Homert im Tal der Salwey zwischen Eslohe und Niedersalwey. Er besteht aus mehreren Teilen: Am Hammer, Am Hahn und In der Marpe und zählt 30 Häuser. Die Einwohnerzahl ist in den letzten Jahren durch Abwanderung von 140 auf 77 Personen zurückgegangen.
Das Dorf existiert seit ungefähr 600 Jahren. Frühe Anhaltspunkte über die Größe des Ortes ergeben sich aus einem Schatzungsregister (diente der Erhebung von Steuern) für das Jahr 1543. Demnach gab es in „Syberdinck“ 5 Schatzungspflichtige (Johanis Styßperth, HanßLinnenbuel, Hanß Becker, Johann Buelman und Cordt Pattberg); diese Zahl dürfte mit den damals vorhandenen Höfen bzw. Häusern übereingestimmt haben. Obwohl der Ort noch immer landwirtschaftlich geprägt ist, ist er auch Produktionsstandort der Firma Kettenwulf. 
In Sieperting wurde 2009 der „Mittelpunkt Südwestfalens“ mit einem Findling markiert. Dieser Mittelpunkt wurde von der Südwestfalenagentur als Schwerpunkt der Fläche der fünf südwestfälischen Kreise Hochsauerlandkreis, Märkischer Kreis, Kreis Olpe, Kreis Siegen-Wittgenstein und Kreis Soest bestimmt. 